# Асорин, Элой
Эло́й Асори́н (исп. Eloy Azorín) — испанский актёр, известный своими ролями в таких фильмах и телесериалах, как «Борджиа», «Все песни про меня», «Год наводнения», «Гранд-отель».

## Биография
Элой Асорин родился в семье комика Элоя Аренаса. Свою первую роль Элой сыграл в фильме «Como un relámpago» (Пабло), когда ему было девятнадцать лет.
В 2004 году исполняет роль Бартоло в фильме «Год наводнения», а в 2006 появляется на широком экране в роли младшего сына папы Александра VI, Джоффре («Борджиа, 2006»).
С 2011 года играет роль Хавьера Аларкона в телесериале «Гранд-отель».

## Фильмография
| Год       |   | Русское название   | Оригинальное название                     | Роль                  |
| --------- | - | ------------------ | ----------------------------------------- | --------------------- |
| 1996      | ф |                    | Como un relámpago                         | Пабло                 |
| 1998      | ф |                    | Atómica                                   | Рикардо               |
| 1998      | с |                    | La vida en el aire                        | Хуанхо                |
| 1999      | ф | Всё о моей матери  | Todo sobre mi madre                       | Эстебан               |
| 2000      | ф |                    | Aunque tú no lo sepas                     | Начо                  |
| 2000      | ф |                    | Besos para todos                          | Рамон                 |
| 2001      | ф | Безумие любви      | Juana la Loca                             | Альваро               |
| 2001      | ф |                    | Cuba                                      | Сантьяго де Сармьенто |
| 2003      | ф |                    | Arroz y tartana                           | Хуанито               |
| 2004      | ф |                    | El año del diluvio                        | Бартоло               |
| 2004      | ф |                    | A+ (Amas)                                 | Ace                   |
| 2004      | с |                    | Hospital central                          | Даниэль Альфонсо      |
| 2006      | ф |                    | Skizo                                     | Горка                 |
| 2006      | ф | Борджиа            | Los Borgia                                | Джоффре Борджиа       |
| 2008      | ф |                    | No me pidas que te bese, porque te besaré | Альберт               |
| 2008      | с |                    | Guante blanco                             | Хорхе Лестон          |
| 2010      | ф | Все песни про меня | Todas las canciones hablan de mí          | Нико                  |
| 2010—2012 | с |                    | Aída                                      | Эдуардо               |
| 2011      | с | Гранд-отель        | Gran Hotel                                | Хавьер Аларкон        |

## Награды и премии
| Название                                  | Год  | Категория    | Фильм/телесериал | Результат |
| ----------------------------------------- | ---- | ------------ | ---------------- | --------- |
| Фестиваль комедийных фильмов в Пеньисколе | 2001 | Лучший актёр | Juana la Loca    | Победа    |